# 24 janvier dans les chemins de fer
24 décembre 24 février
Chronologies thématiques
- Croisades
- Sports
- Disney

Cette page concerne les événements qui se sont déroulés un 24 janvier dans les chemins de fer.

## Événements

### XIXesiècle
- 1889.  France – Paris :   décret déclarant d'utilité publique le tramway funiculaire de Belleville sous le régime juridique d'une Voie ferrée d'intérêt local autorisée par le Conseil général de la Seine[1].

### XXIesiècle
- 2007.  France :   le protocole de financement des études et travaux préparatoires à la deuxième phase de la LGV Est européenne entre Baudrecourt et Strasbourg (soit 106 km) est signé[2].